# Drew Tyler Bell
Pour les articles homonymes, voir Tyler.
Drew Tyler Bell, né le 29 janvier 1986 dans l'Indiana, est un acteur américain.

## Biographie

### Carrière
Depuis 2004, Drew Tyler Bell jouait le rôle de Thomas Forrester dans la série télévisée Amour, Gloire et Beauté. Il est cependant remplacé par la production par l'acteur Adam Gregory en 2010.

## Filmographie
Sauf indication contraire, les informations mentionnées dans cette section peuvent être confirmées par la base de données cinématographiques IMDb,  présente dans la section « Liens externes ».

### Cinéma
- 2001 : Without Charlie de Adam Rifkin : Marty
- 2003 : Jeepers Creepers 2 de Victor Salva : Jonny Young
- 2004 : State's Evidence (en) de Benjamin Louis : Rick
- 2006 : Love's Abiding Joy (en) de Michael Landon Jr. : Jeff LaHaye
- 2007 :  Her Best Move de Norm Hunter : Josh
- 2007 : Les Portes du temps (The Seeker: The Dark Is Rising) de David L. Cunningham : James Stanton
- 2009 : Just Peck (en) de Michael A. Nickles : Cooper

### Télévision

#### Séries télévisées
- 2003 : Jake 2.0 : Jerry Foley (saison 1, épisode 7)
- 2004-2010 : Amour, Gloire et Beauté (The Bold and the Beautiful) : Thomas Forrester (366 épisodes)
- 2006 : Mad TV : un basketteur (saison 12, épisode 1)
- 2006 : Standoff : Les Négociateurs : Chuck Langdon (saison 1, épisode 9)
- 2008 : The Middleman : Pip (4 épisodes)
- 2008 : 90210 Beverly Hills : Nouvelle Génération : l'homme dans la voiture étrangère (saison 1, épisode 4)
- 2008 : Desperate Housewives : Charlie (saison 5, épisode 7)
- 2009 : Les Experts (CSI: Crime Scene Investigation) : Max Stanton (saison 9, épisode 13)
- 2009 : Les Experts : Miami (CSI: Miami) : Steve Emerson (saison 7, épisode 23)
- 2010 : Les Experts : Manhattan (CSI: NY) : Alex Contousi (saison 6, épisode 20)
- 2010 : Gigantic : Tripp (saison 1, épisode 7)
- 2010 : Outsourced : Guy (voix : saison 1, épisode 10)